# Michael Bay
Michael Benjamin Bay (Los Angeles, 17 febbraio 1965) è un regista, produttore cinematografico e produttore televisivo statunitense.
Noto soprattutto per la realizzazione di film d'azione ad alto budget, caratterizzati da un ampio uso di effetti speciali, Michael Bay ha prodotto e diretto film come The Rock (1996), Armageddon (1998), Pearl Harbor (2001) e i primi cinque film della saga di Transformers (dal 2007 al 2017), ottenendo incassi di oltre 6 miliardi di dollari in tutto il mondo, che lo hanno reso uno dei registi di maggior successo commerciale nella storia del cinema. 
È cofondatore della casa di produzione commerciale The Institute ed è proprietario della Platinum Dunes, una casa di produzione che ha prodotto alcuni remake di film horror tra cui: Non aprite quella porta (2003), Amityville Horror (2005), The Hitcher (2007), Venerdì 13 (2009) e Nightmare (2010).
Nonostante il suo successo commerciale al botteghino, i film di Bay sono generalmente mal accolti dalla critica cinematografica. Ciò nonostante, The Rock (1996), Transformers (2007), 13 Hours: The Secret Soldiers of Benghazi (2016) e Ambulance (2022) hanno ricevuto recensioni moderatamente positive, mentre gli altri film, tra cui i quattro sequel di Transformers, sono stati accolti in maniera contrastante dalla critica.

## Biografia
Michael Bay è stato cresciuto da genitori adottivi. Bay ha iniziato nell'industria cinematografica facendo uno stage con George Lucas all'età di 15 anni, archiviando gli storyboard de I predatori dell'arca perduta, che pensava sarebbe stato terribile. La sua opinione è cambiata dopo averlo visto al cinema rimanendo così colpito dall'esperienza che decise di diventare un regista. Si è laureato alla Wesleyan University nel 1986, specializzandosi sia in inglese che in cinema. Era un membro della confraternita Psi Upsilon e uno degli studenti preferiti della storica del cinema Jeanine Basinger. Per il suo lavoro di laurea, ha frequentato l'Art Center College of Design a Pasadena dove ha anche studiato cinema. 
Michael Bay ha iniziato a lavorare alla Propaganda Films, dirigendo spot pubblicitari e video musicali, due settimane dopo aver terminato il suo diploma post laurea. La sua pubblicità della Coca-Cola ispirata alla seconda guerra mondiale di 90 secondi è stata ripresa dalla Capitol Records. Il suo primo spot pubblicitario nazionale è stato per la Croce Rossa, che ha vinto un Clio Award nel 1992. Ha diretto Goodby, Silverstein & Partners "Got Milk?" campagna pubblicitaria per il California Milk Processors Board nel 1993, che ha anche vinto un Grand Prix Clio Award per la pubblicità dell'anno.
Per i suoi spot ha ricevuto diverse nomination all'MTV Video Music Awards, che poi ha effettivamente vinto nel 1992. Nel 1995 è stato nominato Directors Guild of America in qualità di miglior regista pubblicitario dell'anno.

## Carriera

### Regista

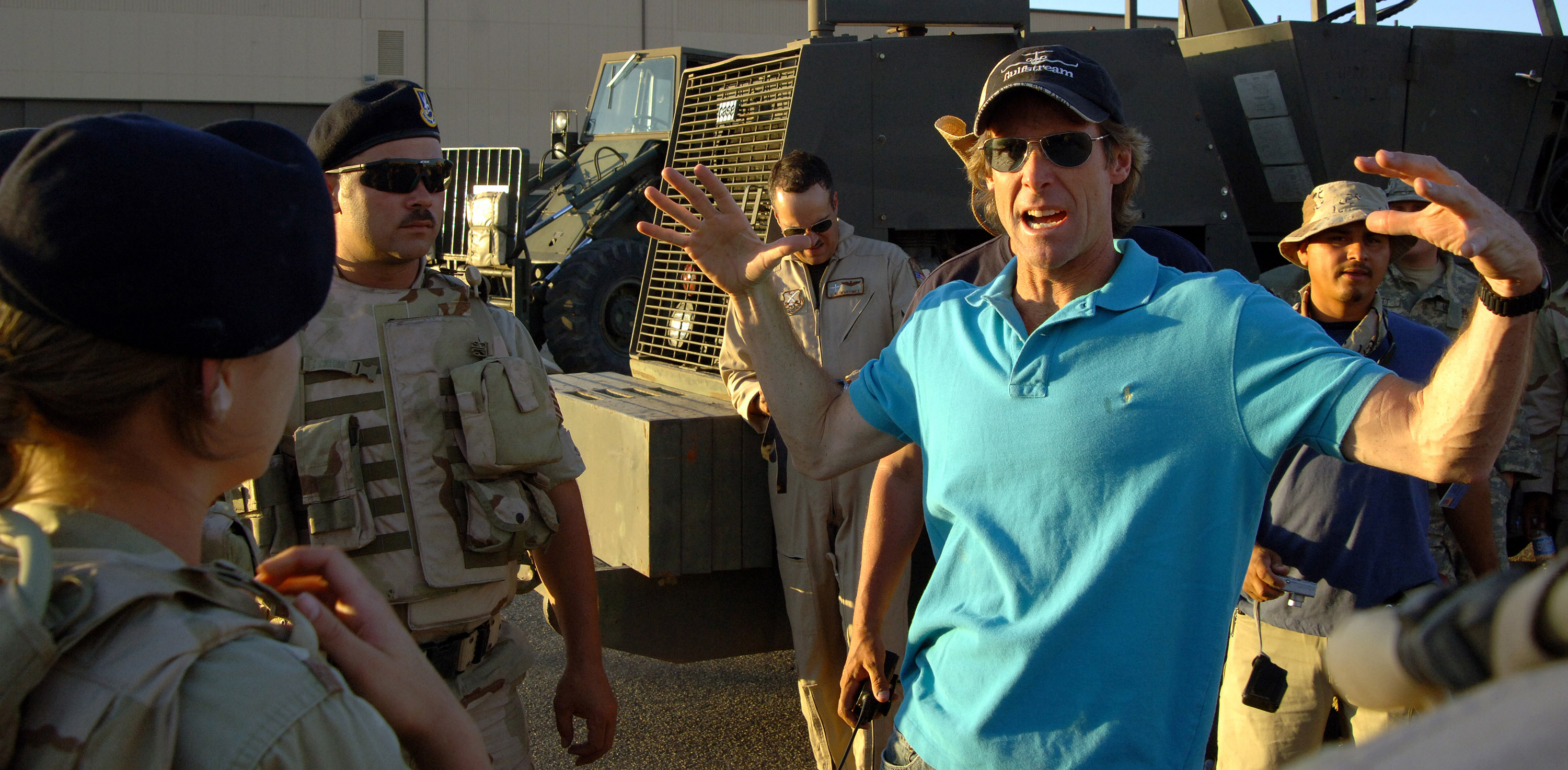
Michael Bay sul set di Transformers nel 2006.

Il 1995 è anche l'anno del suo esordio alla regia cinematografica, con Bad Boys (interpretato da Will Smith e Martin Lawrence). Sono seguiti nel 1996 The Rock (con Nicolas Cage, Sean Connery ed Ed Harris) e nel 1998 Armageddon (con Bruce Willis, Billy Bob Thornton, Ben Affleck e Liv Tyler), primo film che ha anche prodotto. Nel 2001 è la volta di Pearl Harbor (con Ben Affleck, Josh Hartnett e Kate Beckinsale), il suo primo film storico, remake del film Tora! Tora! Tora! del 1970.
Nel 2003 dirige Bad Boys II mentre nel 2005 gira The Island (con Ewan McGregor e Scarlett Johansson), film futuristico che affronta il tema della clonazione.
Nel maggio 2006 Bay, il fondatore di Wyndcrest John Textor, l'ex dirigente di Microsoft Carl Stork e l'ex giocatore della NFL e commentatore televisivo sportivo Dan Marino acquistano, con la società affiliata di Wyndcrest Holdings, LLC, l'azienda di effetti speciali Digital Domain.
Nel 2007 è uscito Transformers, prima trasposizione cinematografica dei celebri cartoni animati Transformers. Il 26 giugno 2009 è uscito il sequel Transformers - La vendetta del caduto. Il 28 giugno 2011 è uscito il terzo film diretto da Bay della serie dedicata ai Transformers: Transformers 3.
Durante un'intervista per l'inaugurazione del parco a tema Transformers: The Ride, agli Universal Studios di Singapore, Michael Bay alla domanda: Tornerà come regista per un quarto capitolo? ha dichiarato: Ne stiamo parlando, ma al momento non è stata presa alcuna decisione. Prima girerò un piccolo film (Pain & Gain), ed in seguito parleremo della possibilità che io giri il nuovo episodio..
Il 13 febbraio 2012 dal sito dello stesso Michael Bay viene confermato per il 29 giugno 2014 il quarto capitolo, con Bay ancora alla regia.
Questi sono gli anni in cui i guadagni di Bay arrivano alle stelle e viene inserito più volte nella classifica Forbes delle 100 celebrità più potenti:  nel 2012 la rivista lo ha inserito al 35º posto con un guadagno di 160 milioni di dollari,  nel 2013 al 61º posto delle con un guadagno di 82 milioni di dollari, nel 2014 al 50º posto delle celebrità più potenti, con un incasso di 66 milioni.. 
Il 12 gennaio 2016, Paramount Pictures ha lanciato 13 Hours: The Secret Soldiers of Benghazi basato sull'attacco di Bengasi del 2012. Pur essendo il film con il più basso incasso al botteghino della carriera di Bay, ha ottenuto enormi vendite di DVD alla sua uscita digitale nel maggio 2016, guadagnando oltre 40 milioni di dollari.
Il 23 maggio 2017, Bay è stato onorato con la sua cerimonia al TCL Chinese Theatre. Il suo cane, un mastino inglese, Rebel, ha lasciato anche lui la sua zampa nel cemento con Bay.
Nel 2018, è stato annunciato che Bay avrebbe diretto il film d'azione Netflix, 6 Underground, con Ryan Reynolds, Mélanie Laurent, Ben Hardy e Dave Franco. Il film è uscito il 13 dicembre 2019. 
Nel 2020 Bay ha prodotto il film thriller a tema pandemico intitolato Songbird con KJ Apa, Sofia Carson, Demi Moore, Craig Robinson e Paul Walter Hauser.
Nel 2021 conduce Ambulance, remake di un omonimo film danese del 2005, con Jake Gyllenhaal, Yahya Abdul-Mateen II e Eiza Gonzalez.

### Produttore
Nel novembre del 2001 fonda, insieme a Andrew Form e Bradley Fuller, la casa di produzione Platinum Dunes, di cui è tuttora il presidente. Diversi film horror sono stati prodotti dalla compagnia tra i quali: il remake del classico del 1974 Non aprite quella porta nel 2003 e il suo prequel Non aprite quella porta - L'inizio nel 2006. Più recenti le produzioni: La notte del giudizio e il suo sequel Anarchia - La notte del giudizio, ha realizzato alcuni film d'azione come Tartarughe Ninja (2014),  reboot dell'omonimo cartone animato e il suo sequel, Bumblebee (2018) e gli acclamati A Quiet Place - Un posto tranquillo (2018) e sequel.

## Filmografia

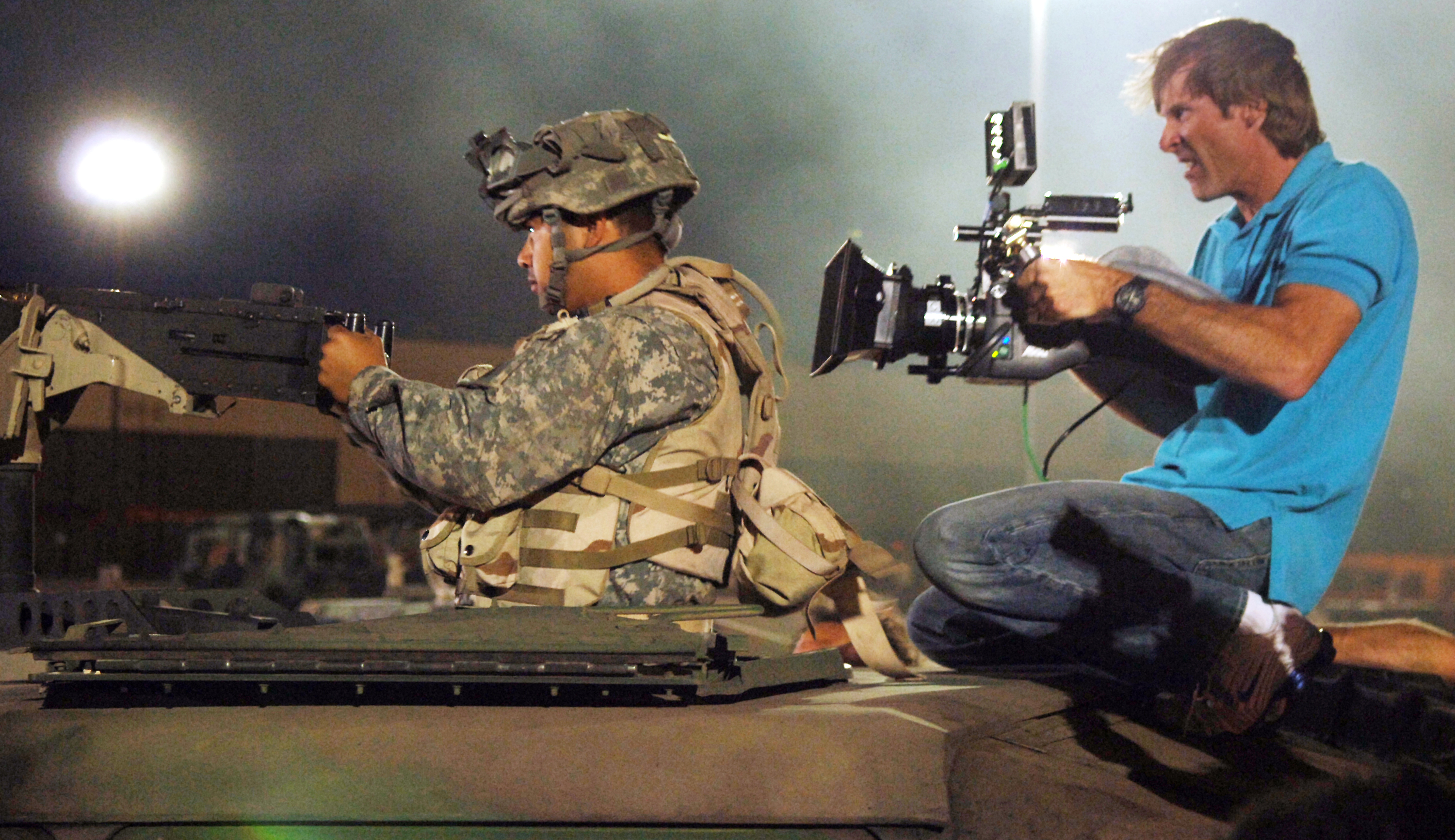
Il regista Michael Bay filma un soldato dell'esercito americano sul set del film Transformers alla base aeronautica di Holloman, New York, il 30 maggio 2006.

### Regista

#### Cinema
- Bad Boys (1995)
- The Rock (1996)
- Armageddon - Giudizio finale (Armageddon) (1998)
- Pearl Harbor (2001)
- Bad Boys II (2003)
- The Island (2005)
- Transformers (2007)
- Transformers - La vendetta del caduto (Transformers: Revenge of the Fallen) (2009)
- Transformers 3 (Transformers: Dark of the Moon) (2011)
- Pain & Gain - Muscoli e denaro (Pain & Gain) (2013)
- Transformers 4 - L'era dell'estinzione (Transformers: Age of Extinction) (2014)
- 13 Hours: The Secret Soldiers of Benghazi (2016)
- Transformers - L'ultimo cavaliere (Transformers: The Last Knight) (2017)
- 6 Underground (2019)
- Ambulance (2022)

### Produttore

#### Cinema
- Non aprite quella porta (The Texas Chainsaw Massacre), regia di Marcus Nispel (2003)
- Amityville Horror, regia di Andrew Douglas (2005)
- Non aprite quella porta - L'inizio (The Texas Chainsaw Massacre: The Beginning), regia di Jonathan Liebesman (2006)
- The Hitcher, regia di Dave Meyers (2007)
- The Horsemen, regia di Jonas Åkerlund (2009)
- Il mai nato (The Unborn), regia di David S. Goyer (2009)
- Venerdì 13 (Friday the 13th), regia di Marcus Nispel (2009)
- Nightmare, regia di Samuel Bayer (2010)
- Sono il Numero Quattro (I Am Number Four), regia di D. J. Caruso (2011)
- Pain & Gain - Muscoli e denaro (Pain & Gain), regia di Michael Bay (2013)
- La notte del giudizio (The Purge), regia di James DeMonaco (2013)
- Transformers 4 - L'era dell'estinzione (Transformers: Age of Extinction), regia di Michael Bay (2014)
- Anarchia - La notte del giudizio (The Purge: Anarchy), regia di James DeMonaco (2014)
- Tartarughe Ninja (Teenage Mutant Ninja Turtles), regia di Jonathan Liebesman (2014)
- Ouija, regia di Stiles White (2014)
- Project Almanac, regia di Dean Israelite (2015)
- Tartarughe Ninja - Fuori dall'ombra (Teenage Mutant Ninja Turtles: Out of the Shadows), regia di Dave Green (2016)
- La notte del giudizio - Election Year (The Purge: Election Year), regia di James DeMonaco (2016)
- Ouija - L'origine del male ( Ouija: Origin of Evil), regia di Mike Flanagan (2016)
- Transformers - L'ultimo cavaliere (Transformers: The Last Knight), regia di Michael Bay (2017)
- A Quiet Place - Un posto tranquillo (A Quiet Place), regia di John Krasinski (2018)
- La prima notte del giudizio (The First Purge), regia di Gerard McMurray (2018)
- Bumblebee, regia di Travis Knight (2018)
- 6 Underground, regia di Michael Bay (2019)
- Songbird, regia di Adam Mason (2020)
- A Quiet Place II (A Quiet Place: Part II), regia di John Krasinski (2021)
- La notte del giudizio per sempre (The Forever Purge), regia di Everardo Gout (2021)
- Ambulance, regia di Michael Bay (2022)
- A Quiet Place - Giorno 1 (A Quiet Place: Day One), regia di Michael Sarnoski (2024)
- Transformers One, regia di Josh Cooley (2024)

#### Televisione
- Black Sails – serie TV (2014-2017) - Produttore esecutivo
- The Last Ship – serie TV (2014-2018) - Produttore esecutivo
- Jack Ryan – serie TV (2018-2023) - Produttore esecutivo
- The Purge – serie TV (2018-2019) - Produttore esecutivo

### Video musicali (parziale)
- 1989 - Richard Marx: Angelia
- 1990 - Playboy Video Centerfold: Kerri Kendall
- 1990 - Winger: Can't Get Enuff
- 1991 - Great White: My...My...My... The Video Collection - videoclip Call It Rock N' Roll
- 1991 - Divinyls: I Touch Myself
- 1992 - Shadows and Light: From a Different View
- 1992 - Tina Turner: Love Thing
- 1992 - Lionel Richie: Do It to Me
- 1992 - Wilson Phillips: You Won't See Me Cry
- 1993 - Meat Loaf: I'd Do Anything for Love (But I Won't Do That)
- 1994 - Meat Loaf: Rock 'n' Roll D
- 2001 - Faith Hill: There you'll be

## Critiche e stile

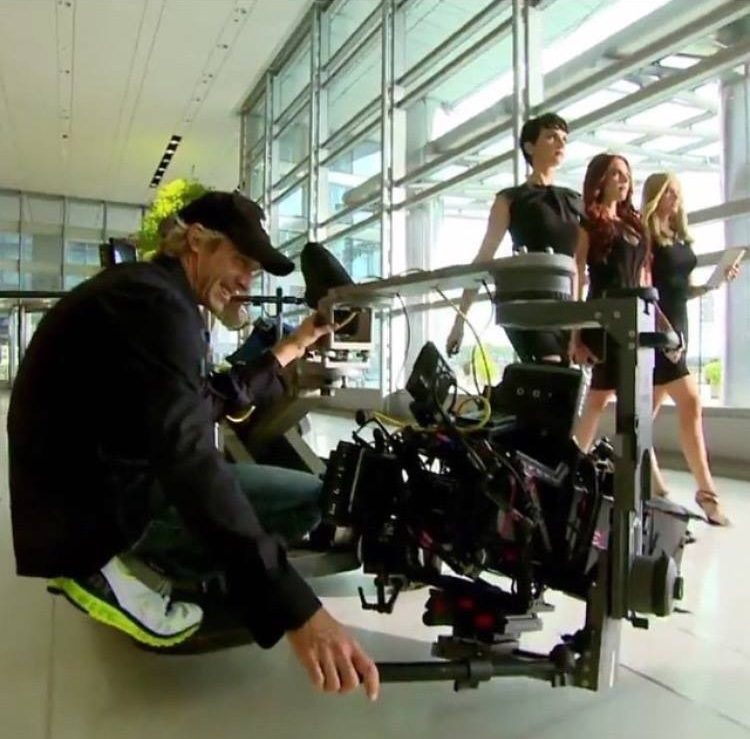
Bay durante le riprese di Transformers 4 - L'era dell'estinzione con le attrici Abigail Klein, Melanie Specht e Victoria Summer.

Fin dai suoi primi lavori e nonostante il successo al botteghino, Bay ha attirato su di sé l'avversione di molti critici che gli imputano di girare pellicole con sceneggiature inconsistenti e piene di pubblicità indirette concentrandosi soprattutto su effetti speciali, ritmo sostenuto e scene d'azione con esplosioni catastrofiche, il tutto inserito in un montaggio frenetico (più della metà delle sue inquadrature dura meno di un secondo). Il regista, in un'occasione, ha risposto a queste critiche affermando sarcasticamente: "Faccio film per adolescenti. Oddio, che crimine".
Tra i principali elementi dello stile di Bay ad essere stati criticati si possono annoverare l'uso eccessivo di angoli olandesi, tagli rapidi e cliché, il patriottismo estremo, l'umorismo quasi infantile, l'uso di una gradazione di arancione e verde acqua sovrasaturata, l'utilizzo di filmati di suoi film precedenti e la preferenza per l'azione e lo spettacolo rispetto alla storia e ai personaggi. Un altro punto controverso dei film di Bay è l'uso di stereotipi razziali come elemento comico: a titolo di esempio si possono citare i personaggi di Skids e Mudflap in Transformers - La vendetta del caduto. 
Bay è stato anche accusato di oggettificare pesantemente le donne, tanto che alcuni critici hanno descritto il suo modo di filmare le attrici come "lascivo" e "pornografico"; è stato inoltre oggetto di critiche per aver fatto di sovente osservazioni sessiste e per aver mostrato i suoi personaggi femminili in modo stereotipato. Bay ha inoltre affrontato una serie di critiche per aver licenziato Megan Fox per rappresaglia dopo che l'attrice aveva fatto dei commenti su di lui dicendo che l'aveva maltrattata sul set tanto da paragonarlo ad Adolf Hitler e Napoleone Bonaparte. Secondo quanto riferito, Bay ha arruolato la troupe di Transformers - La vendetta del caduto per pubblicare una lettera aperta in sua difesa che si riferiva alla Fox come, tra le altre cose, "pornostar" e "cagna ostile".
Nel 2009 è stato riferito che la Fox, quando aveva quindici anni, sarebbe stata costretta a lavare l'auto di Bay durante un'audizione; nel 2020 l'attrice è tornata sull'episodio negando l'accaduto, sebbene sia effettivamente apparsa in bikini a quindici anni in Bad Boys II. Anche Kate Beckinsale si è espressa pubblicamente contro Bay affermando che sul set di Pearl Harbor è stata regolarmente vittima di continue critiche e di body shaming da parte del regista.

## Vita privata
Bay non è mai stato sposato e non ha figli. In passato ha frequentato la giornalista sportiva Lisa Dergan.
Con un patrimonio di 500 milioni di dollari possiede un jet Gulfstream G550, una Bentley, una Range Rover, un'Escalade, una Ferrari, una Lamborghini e due Camaro.

### L'amore per gli animali
Bay vive a Miami con i suoi tre mastini inglesi, chiamati con i nomi dei suoi personaggi nei suoi film. Da ragazzo ha donato i soldi ricevuti in regalo per il suo bar mitzvah a un rifugio per animali e spesso include i suoi cani nei film che dirige. Bonecrusher è apparso come il cane di Mikaela "Bones" in Transformers: Revenge of the Fallen. Mason, il suo primo mastino inglese, è stato chiamato per John Patrick Mason, interpretato da Sean Connery in The Rock. Mason apparve come il cane di Marcus in Bad Boys II e come il cane di Miles in Transformers. Morì durante la produzione di quest'ultimo film nel marzo 2007. Bay è un attivista per i diritti degli animali: ha personalmente offerto 50.000 dollari di ricompensa a chiunque trovasse e consegnasse alla giustizia una ragazza che si divertiva a filmare cani da lei stessa affogati in un fiume e, insieme a Leonardo DiCaprio, ha dato sostegno al film-documentario Virunga incentrato sulla lotta per salvare i gorilla di montagna. In prima persona sta lavorando a un film-documentario per la tutela degli elefanti e la battaglia contro il commercio d'avorio e la caccia per trofeo dei pachidermi. Tutti i guadagni del film andranno al David Sheldrick Wildlife Trust, un'associazione africana per la salvaguardia degli elefanti e altri animali africani.

## Curiosità
- Molti attori testimoniano che lavorare nei set con Bay è difficile, visto che il regista non perde un solo attimo di tempo e usa spesso maniere forti sul set, causando molto frequentemente polemiche e litigi con attori e collaboratori.[18][19] Tuttavia, ha anche ricevuto complimenti da diversi registi e attori famosi quali Gabrielle Union, James Cameron, Steven Spielberg, George Lucas, Will Smith, Anthony Hopkins e Ben Affleck.[20]
- Hugo Weaving, doppiatore di Megatron nei film di Transformers, si lamentò di Bay e dei film dicendo che il suo lavoro non aveva valenza artistica poiché si era limitato a registrare le sue battute standosene in casa sua senza mai incontrare Bay o gli altri attori. In risposta, Bay ha dichiarato "Vi capita mai di stancarvi degli attori che ricevono 15 milioni di dollari a film, o anche 200.000 dollari per un lavoro come doppiatore che ha richiesto solo un'ora e 43 minuti per essere completato, e poi si lamentano del loro lavoro? Con tutti i problemi che affliggono il nostro mondo oggi, questi drammatici brontoloni pensano davvero che le persone che leggono le notizie, in realtà sono interessate alle banali lamentele sul fatto che il loro lavoro non era “abbastanza artistico” o non li ha “soddisfatti abbastanza”? Cosa è successo alle persone che avevano un'integrità, che hanno fatto un lavoro, sono state pagate per il loro duro lavoro, e si sono limitate a sorridere dopo? Siate felici che ancora avete un posto di lavoro, per non parlare di un lavoro che ti paga di più del 98% della popolazione americana. Ho una splendida idea per tutti questi piagnoni: possono dare il loro “denaro di questi infelici lavori” al meraviglioso Elephant Rescue. È il fondo David Sheldrick Wildlife Trust che si trova in Africa. Corrisponderò ai fondi che doneranno."[21]

- A dispetto delle lamentele dei fan accaniti del cartone originale di Transformers, che si sono sempre lamentati per le differenze tra i film e il cartone anni 80, Peter Cullen, voce di Optimus Prime sia nei film che nel cartone, ha dichiarato che vorrebbe che Bay continuasse a dirigere i film.[22]
- Il suo stile e il suo modo di girare film hanno un nome: Bayhem, gioco di parole tra Bay e mayhem (che in inglese significa disordine estremo e violento).[23]
- Durante un’intervista ad Arnold Schwarzenegger, questi ha sentenziato che uno dei più grandi dispiaceri della sua carriera sia stato rifiutare il ruolo in The Rock.
- Christopher Nolan si è dichiarato fan dei film di Bay.[24]
- Ewan McGregor considera The Island il miglior film del regista e lo difende dalle critiche.[25]
- Sebbene lavori spesso con attrici "attraenti", Bay non ama inserire componenti sessuali eccessive nei suoi film. In The Island, Scarlett Johansson voleva fare una scena di nudo ma Michael ha insistito che non era adatta al film[26], inoltre ha rifiutato di dirigere il remake di Venerdì 13 perché "c'era troppo sesso", anche se figura come produttore.[27]
- A dispetto della breve discussione sopra citata, Scarlett Johansson descrisse Bay come "adorabile" e "molto divertente" e disse che fu un piacere lavorare con lui.[28]
- Il suo Transformer preferito è Hound.[29]
- Michael Bay ha iniziato la sua carriera da regista appoggiato dai produttori Don Simpson e Jerry Bruckheimer, realizzando Bad Boys e The Rock. Dopo la prematura morte di Don ha continuato il suo sodalizio con Jerry in Armageddon, Pearl Harbor e Bad Boys II.

## Premi
MTV Movie & TV Awards
- 1996 - Candidatura per la miglior sequenza d'azione per Bad Boys
- 1997 - Candidatura per il miglior film per The Rock
- 1997 - Candidatura per la miglior sequenza d'azione per The Rock
- 1999 - Miglior sequenza d'azione per Armageddon - Giudizio finale
- 2002 - Miglior sequenza d'azione per Pearl Harbor
- 2004 - Candidatura per la miglior sequenza d'azione per Bad Boys II
- 2007 - Miglior blockbuster estivo non ancora uscito per Transformers
- 2008 - Miglior film per Transformers

Razzie Awards
- 1998 - Candidatura per il peggior film per Armageddon - Giudizio finale
- 1998 - Candidatura per il peggior regista per Armageddon - Giudizio finale
- 2001 - Candidatura per il peggior film per Pearl Harbor
- 2001 - Candidatura per il peggior regista per Pearl Harbor
- 2009 - Peggior regista per Transformers - La vendetta del caduto
- 2011 - Candidatura per il peggior regista per Transformers 3
- 2014 - Peggior regista per Transformers 4 - L'era dell'estinzione[30]
- 2017 - Candidatura per il peggior regista per Transformers - L'ultimo cavaliere

Altri riconoscimenti
Nel 1994, Bay è stato onorato dal Directors Guild of America, con un premio per Outstanding Achievement in Direttoriale Spot.
Michael Bay ha ricevuto ShoWest il Vanguard Award 2009 per l'eccellenza nel cinema a Confab dei proprietari del teatro.